# دویبق
دویبق (به عربی: دویبق) یک روستا در سوریه است که در ناحیه صوران (حلب) واقع شده‌است. دویبق ۱٬۸۶۲ نفر جمعیت دارد.